# ليونيداس تابيا
ليونيداس تابيا (بالإنجليزية: Leonidas Tapia)‏ هي خزافة أمريكية، ولدت في 1937، وتوفيت في 1977.